# Lauingen
Lauingen (pronunciación en alemán: /ˈlaʊ̯ɪŋən/ⓘ) es un municipio situado en el distrito de Dilinga, en el estado federado de Baviera (Alemania), con una población a finales de 2016 de unos 10 869 habitantes.
Se encuentra ubicado al oeste del estado, en la región de Suabia, cerca de la frontera con el estado Baden-Wurtemberg y de la orilla del río Danubio.

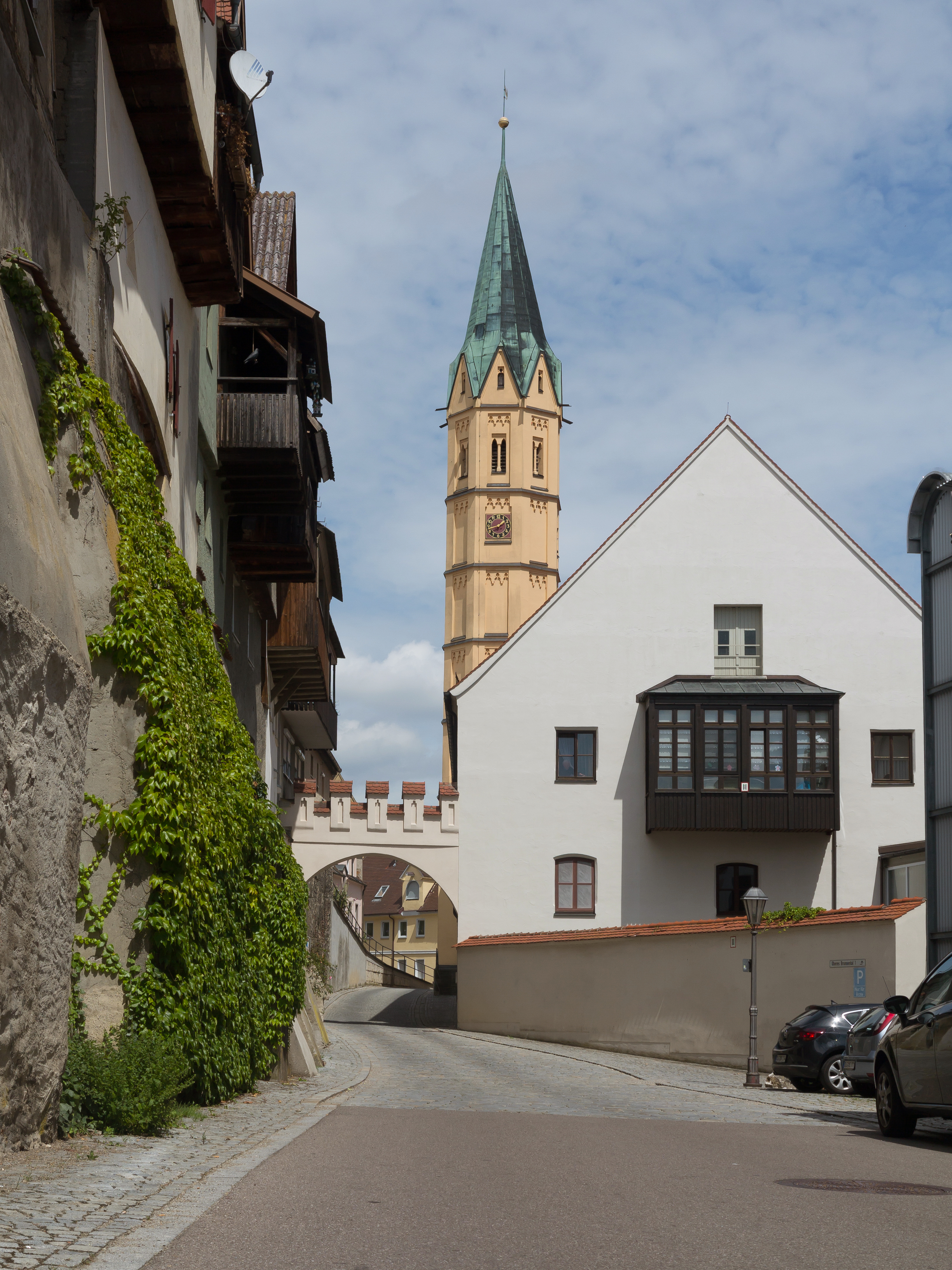
Lauingen, la iglesia (Spitalkirche Sankt Alban) en la calle

## Historia
Villa del Ducado del Palatinado-Neoburgo, fue ocupada el 9 de abril de 1632 por las tropas suecas durante la guerra de los Treinta Años, hasta su expulsión por las imperiales el 19 de septiembre de 1634.